# إدموند باول
إدموند باول (4 فبراير 1882 - 26 أبريل 1966) (بالإنجليزية: Edmund Paul)‏ هو لاعب كريكت بريطاني (وحمل سابقاً جنسية المملكة المتحدة لبريطانيا العظمى وأيرلندا).